# Exomvourgo
Exomvourgo sau Exobourgo (în greacă Εξώμβουργο/Εξώμπουργκο, pronunțat [eˈksomvurɣo] /pronunție în greacă modernă [eˈksoburɡo]) este un munte din insula Tinos. Are un aspect accidentat, spre deosebire de ceilalți munți din arhipeleagul Ciclade și este locul unei cetăți fortificate și al unui oraș venețian în ruine. Muntele Exobourgo este destul de distinct și, spre deosebire de vecinii săi din Ciclade care sunt mai rotunzi, acesta are un aspect zimțat, ca și cum ar fi din Alpi.
Exomvourgo nu este cel mai înalt munte de pe insulă (acesta este Tsiknias), dar se află într-un loc central, înconjurat de multe sate mici, cum ar fi Tripotamos și Falatados și poate fi urcat din câteva dintre acestea. Urcarea de la Iera Kardia Iisou durează aproximativ 20 de minute. Fosta municipalitate Exomvourgos a avut numele acestui munte.

## Istoria antică
Lângă Exomvourgo au fost găsite rămășițe din epoca cuprului și din perioada artei geometrice (c. 900–700 î.Hr.), iar din secolele 5-6 î.Hr. au fost găsite vestigii arheologice la poalele sudice ale muntelui inclusiv un templu al zeiței Demetra. Un zid mare dintr-un oraș ionian datând din 1100 î.Hr. este situat la sud-vest de Exomvourgo. În secolul al IV-lea î.Hr., centrul administrativ al insulei a fost mutat înapoi de pe Exomvourgo pe coastă.

## Cetate și oraș

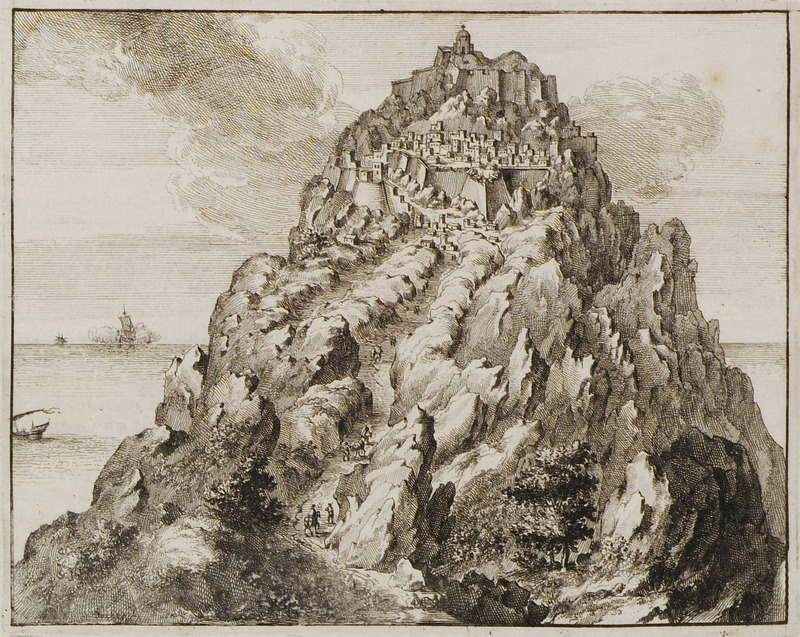
Ilustrare a cetății de pe insula Tinos de în 1703

Sub stăpânirea bizantină, o cetate fortificată, numită mai târziu de venețieni Castello di Santa Elena după o capelă din vârf, a fost construită pe munte și astfel Exomvourgo a devenit capitala insulei.
Muntele a fost locul unei cetăți și al unui oraș care a funcționat ca centru administrativ al insulei din 1207 când insula, alături de Andros, Skiathos⁠(d), Skopelos și Skyros a devenit o feudă a fraților venețieni Jeremie și Andre Ghisi (vezi Ducatul Arhipelagului) în urma împărțirii Imperiului Bizantin după cucerirea de către latini a Constantinopolului în timpul cruciadei a patra.
În 1390, după moartea lui Bartolomeu al III-lea Ghisi, Republica Venețiană a preluat controlul direct și a fortificat în continuare muntele. Insula a căzut în mâinile amiralului otoman Khair ad-Din (Hayreddin Barbarossa) în 1537, dar a fost recucerită de venețieni în 1538. Cetatea a fost apoi extinsă până când a avut metereze lungi de 600 m și turnuri orientate în toate direcțiile. În această epocă, orașul a avut o populație de 1000-2000 de persoane și a avut 677 de case, 5 biserici și unele zone de depozitare și rezervoare.
În 1570, o forță de 8.000 de soldați otomani și mai multe tunuri, comandată de Canum Pașa⁠(d), a asediat muntele, dar a fost respinsă cu succes. Alte încercări nereușite de a cuceri cetatea au fost făcute în 1655, 1658, 1661 și 1684. În 1700 fortificațiile nu mai erau într-o stare bună și cetatea era apărată de doar 14 soldați. Venețienii au păstrat conducerea până în 1715, în timpul ultimului război otoman-venețian, când, la mult timp după ce restul insulelor Ciclade a căzut în mâinile turcilor, a fost asediată de o forță turcă de 65 de nave de război și 74 de nave de transport care au adus 25.000 de soldați. În ciuda faptului că cetatea era considerată de neînvins și părea sigură împotriva invadatorilor, comandantul cetății a negociat condițiile și s-a predat. Înțelegerea a permis tuturor venețienilor de pe insulă să plece, dar grecii erau forțați să rămână. Comandantul și ofițerii săi au fost acuzați de „trădare și luare de mită” de către Republica Venețiană și au fost condamnați la moarte prin înghițire de argint coloidal  sau prin turnare de argint coloidal pe corpurile lor. Bernardo Balbi, rectorul (guvernatorul) insulei, a fost transferat la Veneția și condamnat la închisoare pe viață pentru lașitate. Otomanii au demontat aproape complet fortăreața și orașul din interiorul ei într-o perioadă de 3 zile.
Orașul de pe munte a fost cunoscut anterior ca Tinos (Tine sau Tino de către venețieni), în timp ce actualul oraș Tinos a fost cunoscut anterior ca San Nicolò.
Numele Exomvourgo derivă din grecescul exo apo to bourgo  care are sensul de „în afara burgului”.

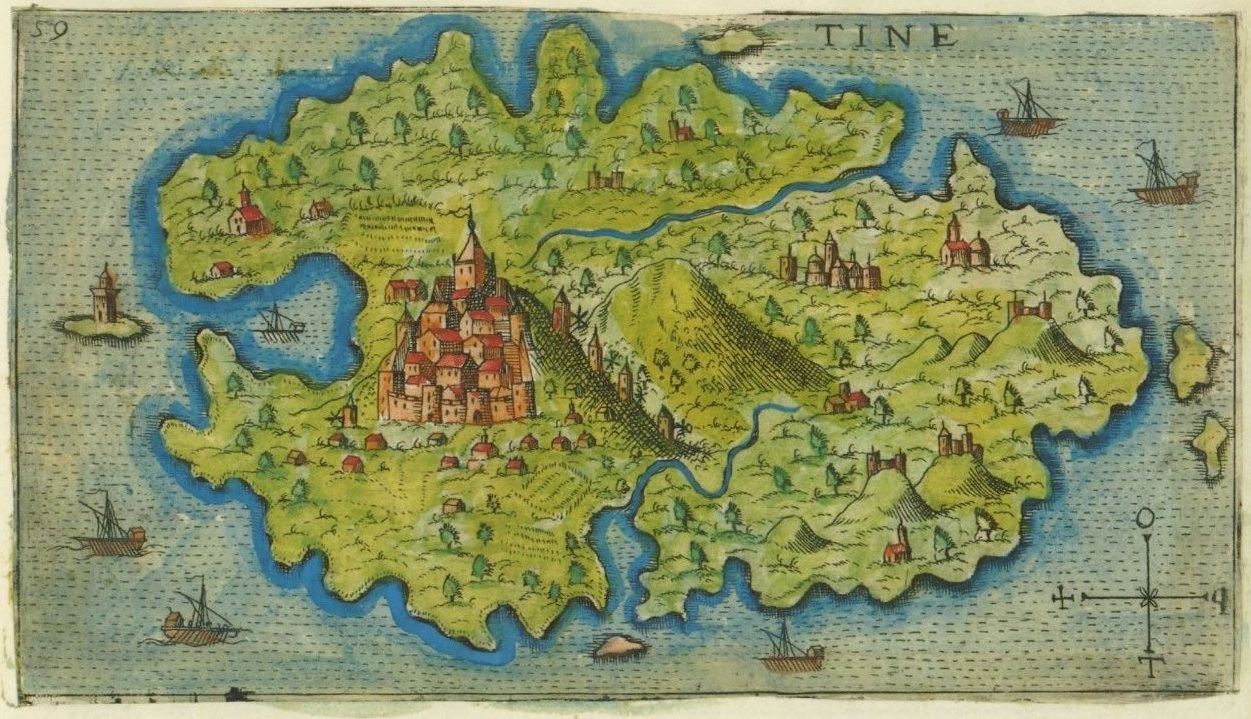
Harta insulei Tinos creată în 1597 de venețianul Giacomo (Jacomo) Franco care arată cetatea

## Sfânta Inimă a lui Iisus
Biserica Iera Kardia Iisou (Sfânta Inimă a lui Iisus) se află pe versanții muntelui, acum fiind o mănăstire catolică. Biserica are o istorie complicată: inițial Catedrala Sfânta Sofia se afla în zidurile cetății, dar după distrugerea ei, călugării iezuiți s-au mutat într-o bisericuță din afara zidurilor și au început să construiască o biserică mai mare alături. Aceasta a fost terminată în 1725 și dedicată și Sfintei Sofia. Iezuiții au părăsit mai târziu biserica și aceasta a ajuns în paragină. În 1895 biserica a fost restaurată și redenumită Sfânta Inimă a lui Iisus. Astăzi, biserica este un loc de pelerinaj și primește vizitatori din întreaga lume.